# Ostasiatischer Kiemenschlitzaal
Der Ostasiatische Kiemenschlitzaal (Monopterus albus) ist ein Süßwasserfisch, der weit verbreitet von Indien, über ganz Südostasien, China, Japan bis nach Indonesien vorkommt. Er bewohnt schlammige Gewässerböden in ruhigen Flussabschnitten, Kanälen, Teichen, überfluteten Reisfeldern und Flussmündungen. Seit Ende des 20. Jahrhunderts wird er als invasive Art in den USA beobachtet.

## Merkmale
Der Ostasiatische Kiemenschlitzaal wird maximal einen Meter lang. Die Fische sind aalartig langgestreckt, schuppenlos, vorn im Querschnitt rund und hinten seitlich abgeflacht. Paarige Flossen (Brust- und Bauchflossen) fehlen. Rücken-, Schwanz- und Afterflosse sind zu einem durchgehenden Flossensaum zusammengewachsen, der aber nur noch wie eine niedrige Hautfalte wirkt. Der Kopf ist kurz und breit, das große, von dicken Lippen umfasste Maul tief gespalten. Die Augen sind klein. Charakteristisch sind die unter der Kehle zusammengewachsenen Kiemen, die dort einen durchgehenden, quergestellten Kiemenschlitz bilden. Die Kiemenhöhle ist durch eine Scheidewand (Septum) zweigeteilt. Die Kiemen selbst sind auf drei Kiemenbögen reduziert. Junge Ostasiatische Kiemenschlitzaale sind auf dem Rücken rotbraun bis hellbraun und mit kleinen dunkelbraunen Tüpfen versehen. Ihr Bauch ist gelblich. Adulte Tiere sind auf dem Rücken einfarbig olivbraun oder olivbraun oder gelbbraun marmoriert. Ihre Unterseite ist weiß.

## Lebensweise
Der Ostasiatische Kiemenschlitzaal lebt in mittelgroßen Flüssen, in Kanälen, Flussmündungen, Tümpeln, Sümpfen und Reisfeldern, auch in nur zeitweise Wasser führenden Gewässern. Während der Trockenzeit überdauert er im Schlamm an den tiefsten Stellen der ausgetrockneten Gewässer. Die nachtaktiven Fische ernähren sich hauptsächlich von Fischen, Würmern, Krebstieren und anderen meist größeren wasserbewohnenden Tieren. Außerdem nimmt er Detritus zu sich. Ostasiatische Kiemenschlitzaale sind proterandrische Hermaphroditen, d. h., sie wechseln im Laufe ihres Lebens das Geschlecht und sind zuerst männlich, dann weiblich. Zur Fortpflanzung bauen die Männchen große, frei treibende Schaumnester, in die die befruchteten Eier nach dem Laichakt hineingespuckt werden. Das Männchen bewacht die Eier und wahrscheinlich in den ersten Tagen auch die Jungfische.

## Nutzung
In seinem Verbreitungsgebiet wird der Kiemenschlitzaal gefangen und zur menschlichen Ernährung genutzt. Nach dem Fang überlebt er lange Zeit außerhalb des Wassers solange seine Haut feucht gehalten wird. Sein Fleisch gilt als ausgezeichnet.